# Pirati s Kariba
Pirati s Kariba je multi-milijunski vrijedna franšiza kompanije Disney koja uključuje istoimenu vožnju u parku Disneyland, serijal filmova, knjige, stripove, kao i nekoliko videoigara. Od kolovoza 2006., atrakcije Pirata s Kariba mogu biti pronađene u sva četiri Disneyjeva zabavna parka, a filmovi su zaradili 3.727.000.000 dolara. Tvorac atrakcije iz koje je sve nastalo bio je Walt Disney.

## Filmovi

### Prokletstvo Crnog bisera(2003.)
Crni Biser je piratski brod o kojemu govore mnoge karipske legende. Iako mnogi tvrde da je riječ o pukoj utvari nastaloj u mornarskim glavama omamljenim rumom, crna do zuba naoružana lađa zloglasnoga kapetana Barbosse jedne noći napada palaču britanskoga guvernera Swanna i otima njegovu jedinu kćer Elizabeth. Iako je djevojka obećana drugome, mladi kovač Will Turner odluči krenuti u potragu za fantomskim brodom i spasiti ljepoticu koju ljubi svim srcem. U pomoć mu priskače neobični kapetan Jack Sparrow, još jedan od glavnih likova starih piratskih priča, ali i neodoljivi pustolov koji ima rješenje za svaku nevolju...

### Mrtvačeva škrinja(2006.)
Dok se pripremaju za vjenčanje, bivši kovač i pustolov Will Turner i Elizabeth Swann, kći guvernera Weatherbyja Swanna, iznenada su uhićeni po naredbi lorda Cutlera Becketta i osuđeni na smrt. Osuda ima svoj cilj: Beckett se u stvari želi domoći čarobnog kompasa pirata Jacka Sparrowa i zato nudi Willu i Elizabeth oprost od smrtne kazne ako uspiju pronaći Sparrowa, uzeti mu kompas i donijeti ga Beckettu. Will pristane i nalazi Jacka i njegovu posadu zarobljene na divljem otoku gdje su ih uhvatili ljudožderi. Will ponudi Jacku pomoć i spas u zamjenu za kompas. Jack pristane pod uvjetom da mu Will pomogne naći ključ "mrtvačeve škrinje". U toj se škrinji nalazi srce strašnog kapetana Ukletog Holandeza, Davyja Jonesa, čija se posada sastoji od duša mrtvih mornara. A među posadom ukletog broda nalazi se i Willov otac, biši pirat Bootstrap Bill Turner. Kapetan Davy Jones nije samo moćan protivnik već ima i strašnog morskog saveznika - divovsku hobotnicu zvanu "Kraken". Jack Turner, Will, Elizabeth i Jackova posada nalaze se u smrtonosnoj pustolovini...

### Na kraju svijeta(2007.)
Lord Cutler Beckett iz Istočnoindijske kompanije stekao je kontrolu nad zastrašujućim brodom duhova, Letećim Holandezom, i zlonamjernim, osvetoljubivim kapetanom broda, Davyjem Jonesom. Holandez sad luta po sedam mora, nezaustavljiv, bez milosti uništava piratske brodove, pod zapovjedništvom admirala Norringtona. Will Turner, Elizabeth Swann i kapetan Barbossa kreću u očajnički pothvat da okupe devet Piratskih vladara koji su im jedina nada da pobijede Becketta, Letećeg Holandeza i njegovu armadu. No, jedan od Piratskih vladara nedostaje – kapetan Jack Sparrow, najbolji ili najgori pirat ikad, sada je zarobljen u ormaru Davyja Jonesa, dimenziji gdje završavaju duše umrlih na otvorenom moru, zahvaljujući susretu s monstruoznim krakenom. Kao članovi saveza koji je sve labaviji, družina prvo mora poći u opasan, egzotičan Singapur i suočiti se s kineskim piratskim kapetanom Sao Fengom, da bi dobili karte i brod koji će ih odvesti čak do kraja svijeta, da spase Jacka.

### Nepoznate plime(2011.)
Kapetan Jack Sparrow u Londonu susreće ženu iz svoje prošlosti pa nije siguran da li je u pitanju ljubav ili je ona samo nemilosrdna varalica koja ga iskorištava kako bi se dokopala informacije o mjestu gdje se nalazi Izvor mladosti. Uskoro ga nagovara da se ukrcaju na brod Osveta kraljice Anne, kojem je kapetan strašni Crnobradi, najokrutniji pirat u povijesti, pa se Jack uskoro nađe u neočekivanoj avanturi u kojoj neće znati koga se više bojati: žene iz prošlosti ili Crnobradog.

### Salazarova osveta(2017.)
Iz zloglasnog Vražjeg trokuta pobjegla je skupina mornara duhova predvođena kapetanom Salazarom, starim neprijateljem Jacka Sparrowa, i odlučni su pobiti pirate na svim svjetskim morima. Da bi to spriječio, Jack Sparrow mora pronaći legendarni Posejdonov trozubac, čarobni predmet koji mu može dati apsolutnu kontrolu nad morem.

## Videoigre
- Pirati s Kariba − izvorno nazvana Sea Dogs II, igra je puštena u prodaju 2003. kako bi se poklopila s izlaskom prvog filma. Iako nema poveznica na likove iz filma, igra ima sličnu priču.
- Pirati s Kariba: Legenda o Jacku Sparrowu − igra je puštena u prodaju 2006. a radnja je smještena prije radnje prvog filma i obrađuje događaje koje su kapetana Jacka Sparrowa učinile legendom.
- Pirati s Kariba: Prokletstvo Crnog bisera − bazirana na istoimenom filmu, igra je puštena u prodaju 2003. i obrađuje događaje koji se zbivaju 10 godina prije događaja iz prvog filma.
- Pirati s Kariba: Mrtvačeva škrinja − bazirana na istoimenom filmu, igra je puštena u prodaju 2006.
- Pirati s Kariba Online − igra koja je međunarodno dostupna za igranje putem interneta je objavljena 2007.
- Pirati s Kariba: Na kraju svijeta − igra koja je utemeljena na istoimenom filmu, trećem u serijalu, ali posuđuje i radnju iz drugog filma, puštena je u prodaju 2007.
- Pirati s Kariba: Armada prokletih − igra čija se radnja zbiva prije radnje filmova, bila je najavljena za izlazak 2010. ali je otkazana

## Romani
- Pirati s Kariba: Jack Sparrow − serija dječjih romana koja prati pustolovine Jacka Sparrowa kao tinejdžera.
- Pirati s Kariba: Legende o Bratskom dvoru − serija romana za odrasle koja prati pustolovine Jacka Sparrowa 12 godina prije radnje prvog filma.
- Pirati s Kariba: Cijena slobode − roman koji prati pustolovine Jacka Sparrowa kada je bio 20 i 25 godina star.

## Vanjske poveznice
- Službene web-stranice
- Pirati s Kariba Wiki